# Łaziska Górne
Łaziska Górne este un oraș în Polonia.